# N-VOP
N-VOP lub NVOP – termin często używany w kontekście związanym z kodekami obrazu video XviD i DivX, jest to skrót pochodzący z języka ang.: not coded VOPs (nie kodowany VOP, gdzie VOP to VideoObjectPlane). Pojęcie związane z transmisją strumienia spakowanych bitów (Packed Bitstream – oznaczaną szerzej jako PB lub właśnie N-VOP).
Ogólnie można wyróżnić następujące rodzaje znaczników VOP:
- B-VOP
- I-VOP
- N-VOP
- P-VOP
- S-VOP

Dla osób zajmujących się transkodowaniem obrazu największe znaczenie mają B-VOP (sygnalizacja niezgodności kolejności zakodowanych klatek z ich występowaniem w materiale video) i N-VOP.
Nagłówek VideoObjectPlane zawiera m.in. bit zwany vop_coded. Jeśli ma on wartość '0', oznacza to, że ramka nie zawiera nowego obrazu i że strumień bitów tutaj się kończy. Tak więc cały strumień bitów opisujących tę ramkę jest bardzo krótki (o długości kilku bajtów). Zwykle jest to używane przy kodowaniu kształtu obiektu, gdy żadna część tego obiektu nie jest akurat widoczna. Może także służyć do powiadomienia dekodera, że w obrazie nie zaszły żadne zmiany.
Ponieważ klatki typu B (których kolejność nie jest zgodna z kolejnością odtwarzania) nie są generalnie akceptowane przez standard AVI (kodeki DivX lub XviD), taki system oznaczeń ułatwia ich użycie. Część kodeków programowych i sprzętowych może jednak nie "rozumieć" takiego kodowania i w różny sposób sygnalizować o tym problemie lub po prostu się zawieszać (np. programy: QuickTime, ffdshow, dekoder DivX 5 i starsze odtwarzacze stacjonarne DVD/DivX/XviD). Dlatego też nie zaleca się włączać takiego rodzaju kodowania, jeśli nie jest się absolutnie pewnym możliwości swojego sprzętu lub oprogramowania.